# جاومي كاسالز
جاومي كاسالز (بالإسبانية: Jaume Casals)‏ هو فيلسوف إسباني، ولد في 15 يناير 1958 في برشلونة في إسبانيا.